# Liste der Biografien/Schru
Liste der Biografien |
Portal Biografien |
Personensuche
# |
A |
B |
C |
D |
E |
F |
G |
H |
I |
J |
K |
L |
M |
N |
O |
P |
Q |
R |
S |
T |
U |
V |
W |
X |
Y |
Z |
?
 
Sa |
Sb |
Sc |
Sd |
Se |
Sf |
Sg |
Sh |
Si |
Sj |
Sk |
Sl |
Sm |
Sn |
So |
Sp |
Sq |
Sr |
Ss |
St |
Su |
Sv |
Sw |
Sy |
Sz
 
Sca–Sce |
Sch |
Sci–Scz
 
Scha |
Schc |
Schd |
Sche |
Schg |
Schi |
Schj |
Schk |
Schl |
Schm |
Schn |
Scho |
Schp |
Schr |
Schs |
Scht |
Schu |
Schv |
Schw |
Schy
 
Schra |
Schre |
Schri |
Schro |
Schru |
Schry
Die Liste der Biografien führt alle Personen auf, die in der deutschsprachigen Wikipedia einen Artikel haben. Dieses ist eine Teilliste mit 29 Einträgen von Personen, deren Namen mit den Buchstaben „Schru“ beginnt.

## Schru

### Schrub
- Schrub, Kenny (* 1995), französischer E-Sportler
- Schrub, Yann (* 1996), französischer Langstreckenläufer
- Schrübbers, Hubert (1907–1979), deutscher Jurist, Präsident des Bundesamts für Verfassungsschutz (1955–1972)

### Schrud
- Schrudde, Josef (1920–2004), deutscher Kiefer- und plastischer Chirurg
- Schrudde, Nicola (* 1962), deutsche Bildhauerin

### Schrue
- Schruers, Paul (1929–2008), belgischer Geistlicher, Erzbischof von Hasselt, Belgien

### Schruf
- Schruf, Toni (1863–1932), österreichischer Skiläufer
- Schrüfer, Elmar (1931–2022), deutscher Ingenieur und Professor für Messtechnik
- Schrüfer, Franz (1823–1909), deutscher Schachkomponist
- Schrüfer, Werner (* 1957), deutscher Theologe
- Schruff, Julia (* 1982), deutsche Tennisspielerin
- Schruff, Lothar (1940–2024), deutscher Betriebswirt und Hochschullehrer
- Schruff, Wienand (* 1954), deutscher Wirtschaftsprüfer

### Schrum
- Schrum, Lena (* 1991), deutsche Fußballspielerin
- Schrum, Pete (1934–2003), US-amerikanischer Schauspieler
- Schrumpf, Annika (* 1995), deutsche Schauspielerin
- Schrumpf, Ernst (1863–1941), deutscher Theater- und Filmschauspieler
- Schrumpf, Fabian (* 1982), deutscher Politiker (CDU), MdL
- Schrumpf, Friedrich Ludwig (1765–1844), deutscher Architekt, herzoglich nassauischer Baubeamter
- Schrumpf, Jan (1921–2007), niederländischer Fußballspieler
- Schrumpf, Jochen (* 1952), deutscher Jazz-Gitarrist
- Schrumpf-Pierron, Pierre (1882–1952), elsässischer Kardiologe und zeitweise deutscher Abwehr-Agent

### Schrun
- Schründer, Agi (* 1951), deutsche Erziehungswissenschaftlerin

### Schruo
- Schruoffeneger, Oliver (* 1962), deutscher Politiker (Bündnis 90/Die Grünen), MdA

### Schrup
- Schrupp, Antje (* 1964), deutsche Journalistin und FeministinAntje Schrupp (* 1964)

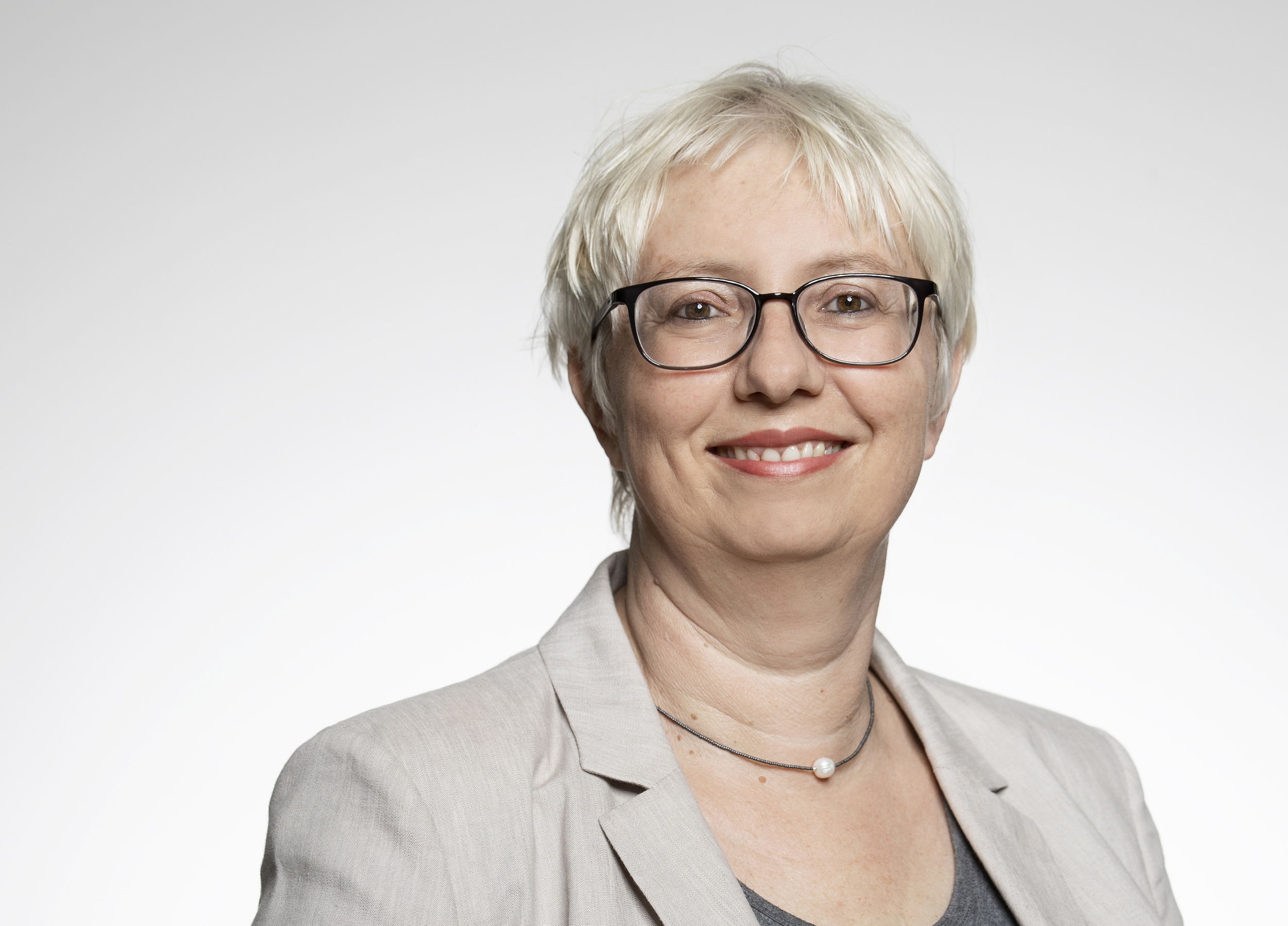
Antje Schrupp (* 1964)

- Schrupp, Ernst (1915–2005), freikirchlicher Theologiedozent, Gründer evangelikaler Werke und Autor
- Schrupp, Wilhelm (1824–1887), deutscher Politiker (NLP) und Mitglied des Provinziallandtages der Provinz Hessen-Nassau

### Schrut
- Schruth, Adolf (1872–1946), deutscher Uhrmacher, Redakteur und Heimatforscher
- Schruth, Peter (* 1952), deutscher Jurist, Sozialpädagoge und Hochschullehrer